# 中国2010年上海世界博览会伦敦案例馆
中国2010年上海世界博览会城市最佳实践区伦敦案例馆（又名零碳馆）是2010年上海世博会的一个展馆，位于城市最佳实践区的北部，名称为“零能耗生态住宅发展项目”。展馆占地面积900平方米，案例面积则为2500平方米。

伦敦案例馆的原例是位于英国伦敦南部的贝丁顿（BedZED）零碳社区，该社区也是世界上首个零二氧化碳排放的社区，建成于2002年。这一案例采用了许多降低能耗的设施，如通过太阳能板和热力电力转化器提供电能、使用雨水收集系统供应非饮用水、将食物与有机肥料从而发酵产生沼气能源、建筑顶部的五彩“风帽”提供通风与热回收、水源热泵系统与太阳能同时进行除湿和降温、墙体使用特殊荧光涂料在白天储存太阳能量以供夜间照明等等。
伦敦案例馆中还设有零碳报告厅、零碳餐厅、零碳展示厅与六套零碳样板房。其中还有全球首个计算个人碳排放的碳测系统。
在上海世博会结束后，伦敦案例馆将被永久保留，将成为中国首座零碳博物馆。